# Széchenyi fürdő metróállomás
A Széchenyi fürdő (eredetileg felszíni állomásként Artézi fürdő) a budapesti kisföldalatti (hivatalos nevén: M1-es metróvonal) egyik állomása, a Hősök tere és a Mexikói út között. Az állomás eredetileg a Millenniumi Földalatti Vasút korábbi felszíni szakaszának végállomása volt Artézi fürdő néven, az azóta megszűnt másik felszíni állomás, az Állatkert után. A vonal 1973-as meghosszabbítása és felszín alá vitele után a régi fejvégállomástól nem messze létesült új állomásként.

## Átszállási kapcsolatok
| Széchenyi fürdő | 72 | Széchenyi gyógyfürdő, Vajdahunyad vára, Jáki kápolna, Magyar Mezőgazdasági Múzeum |

## Galéria

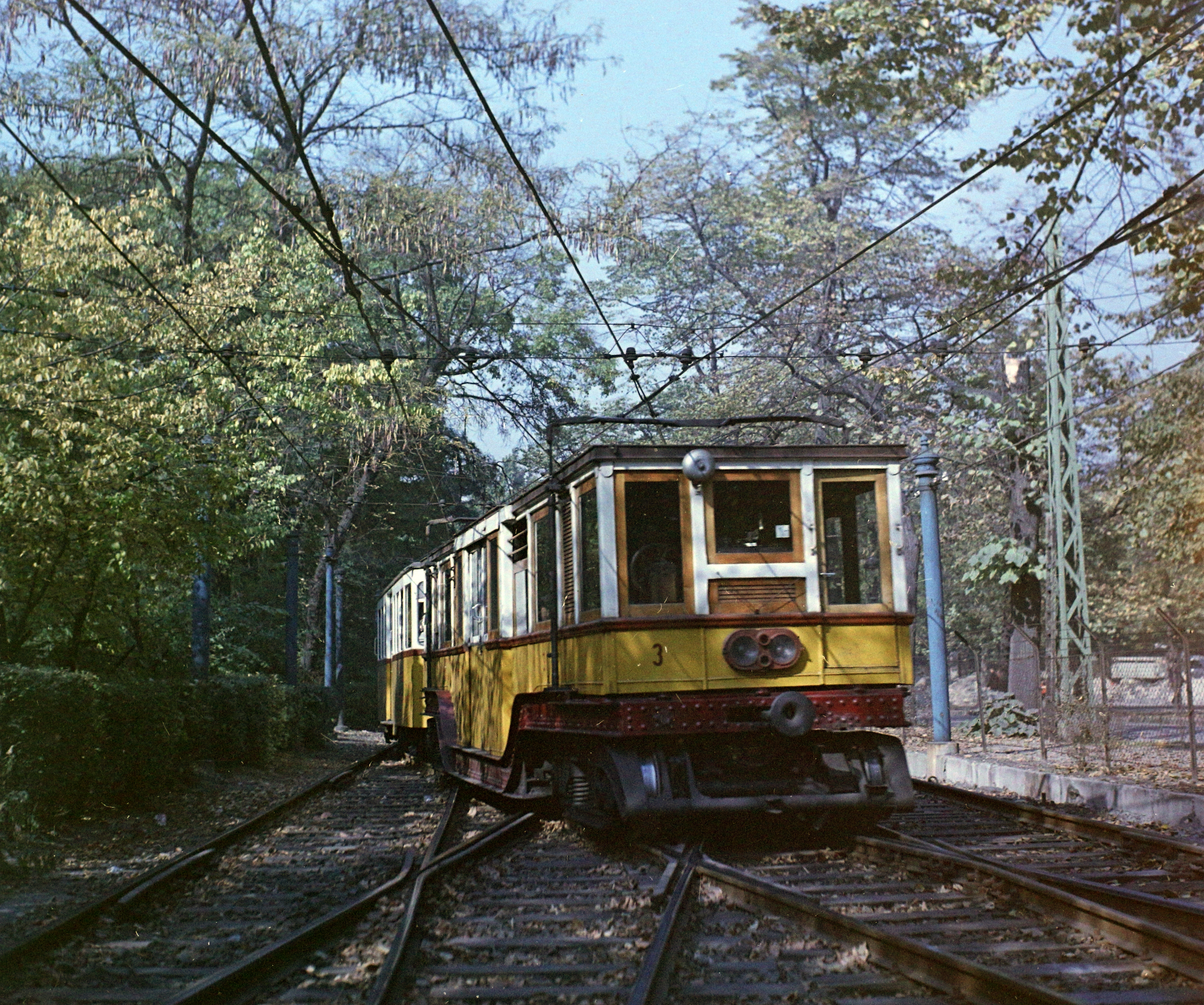
A megszűnt felszíni szakaszon az állomás környékén
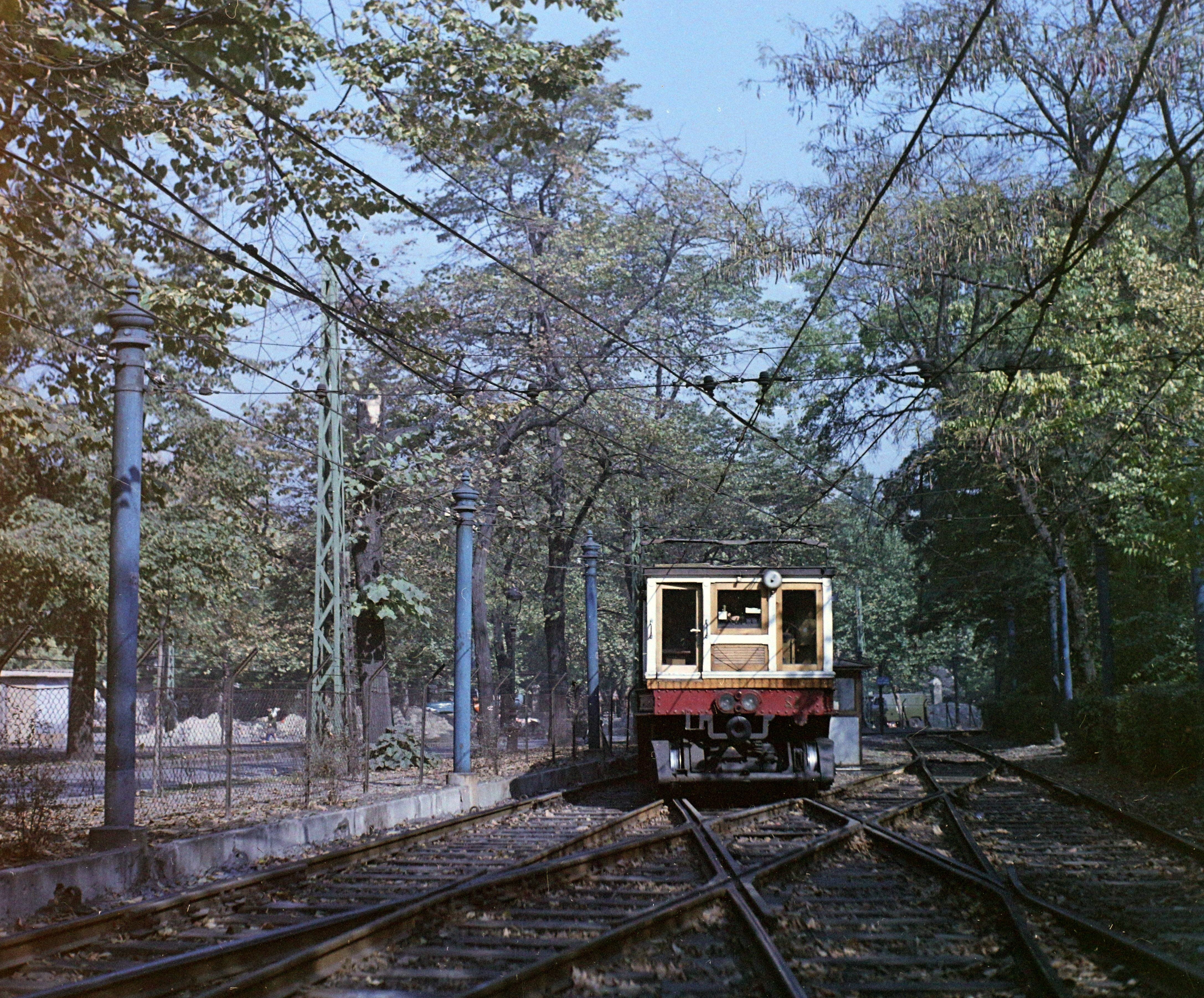
A megszűnt felszíni szakaszon az állomás környékén
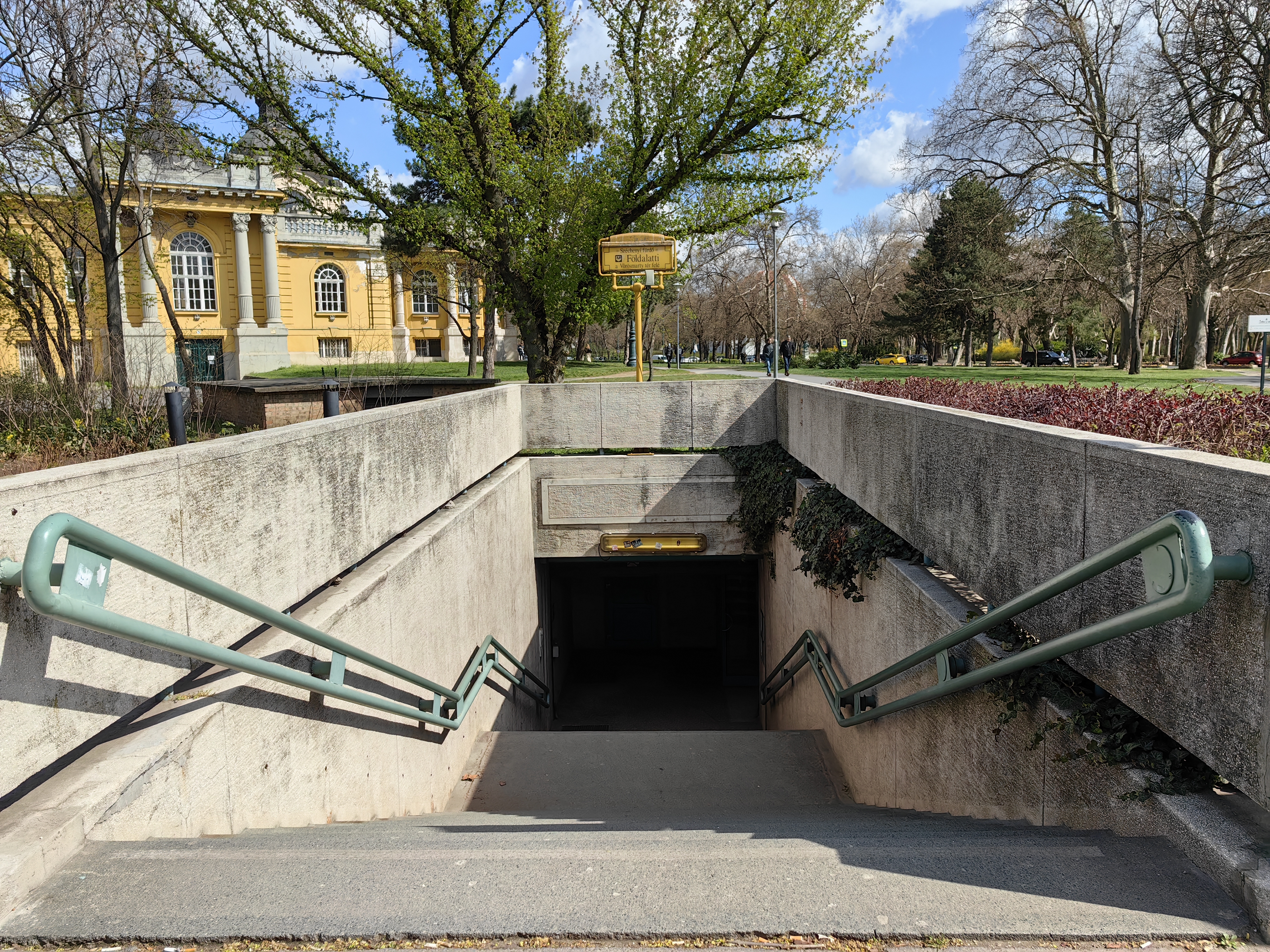
Az állomás lejárója a felszínen
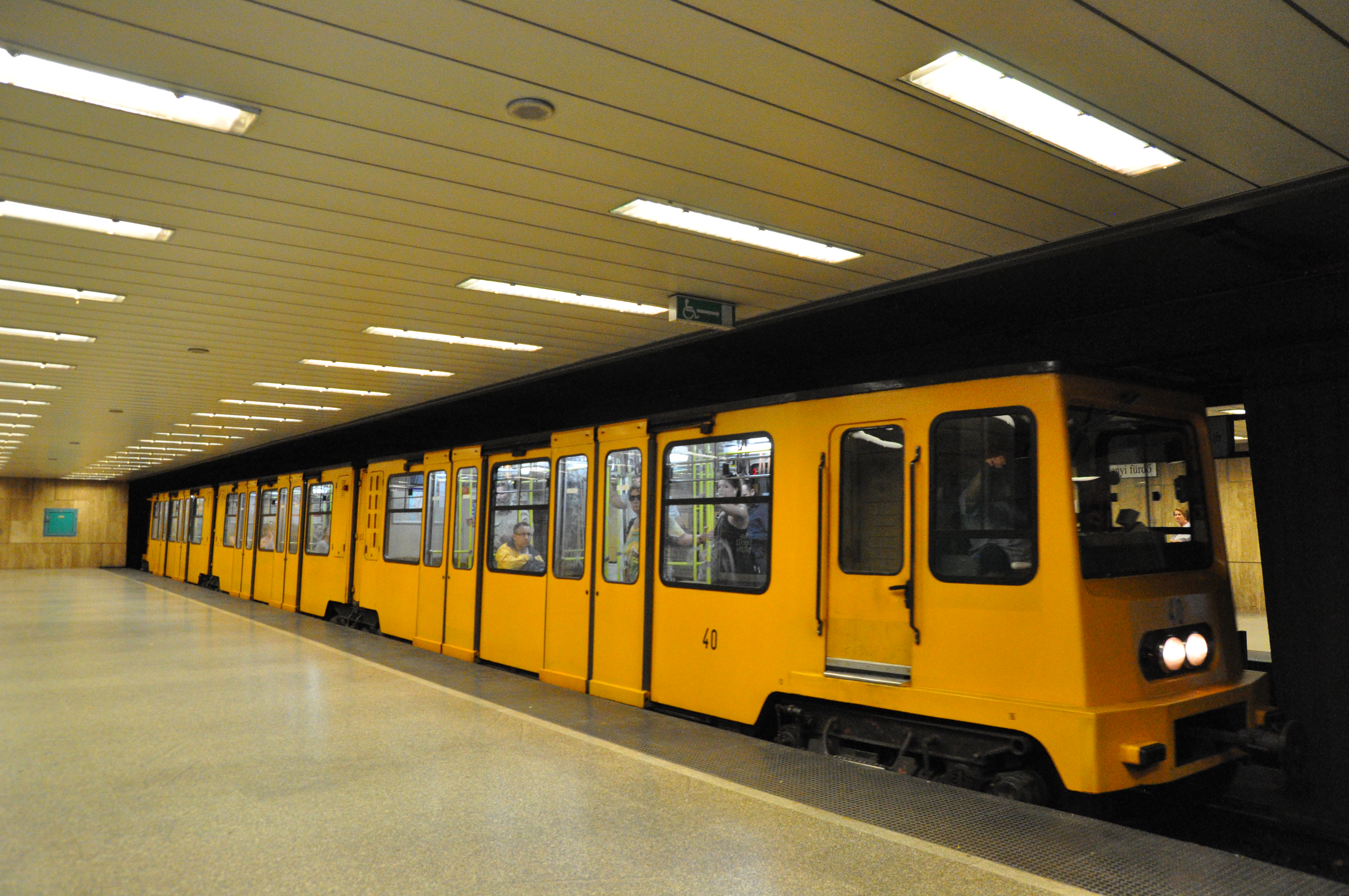
Beérkező szerelvény
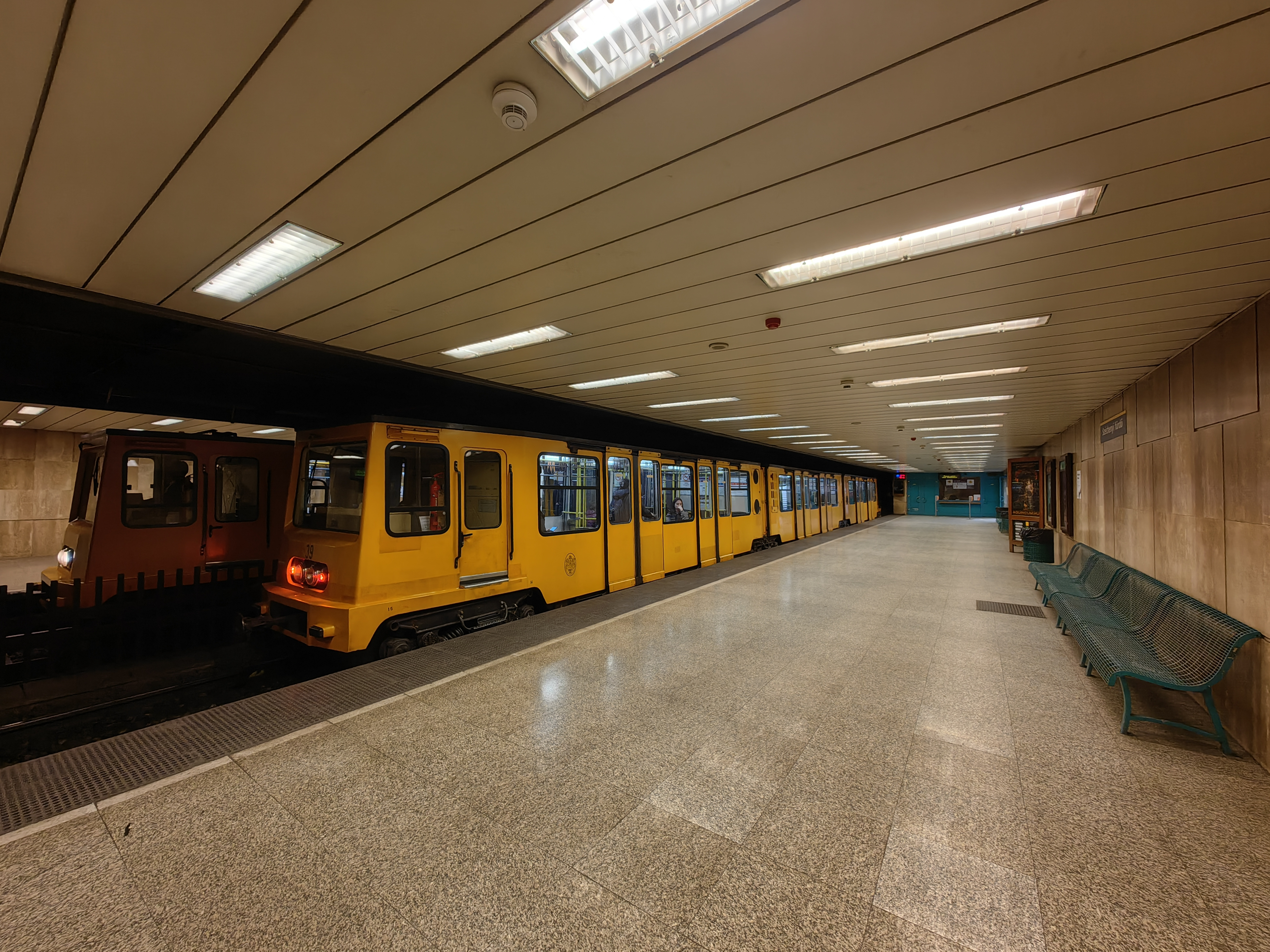
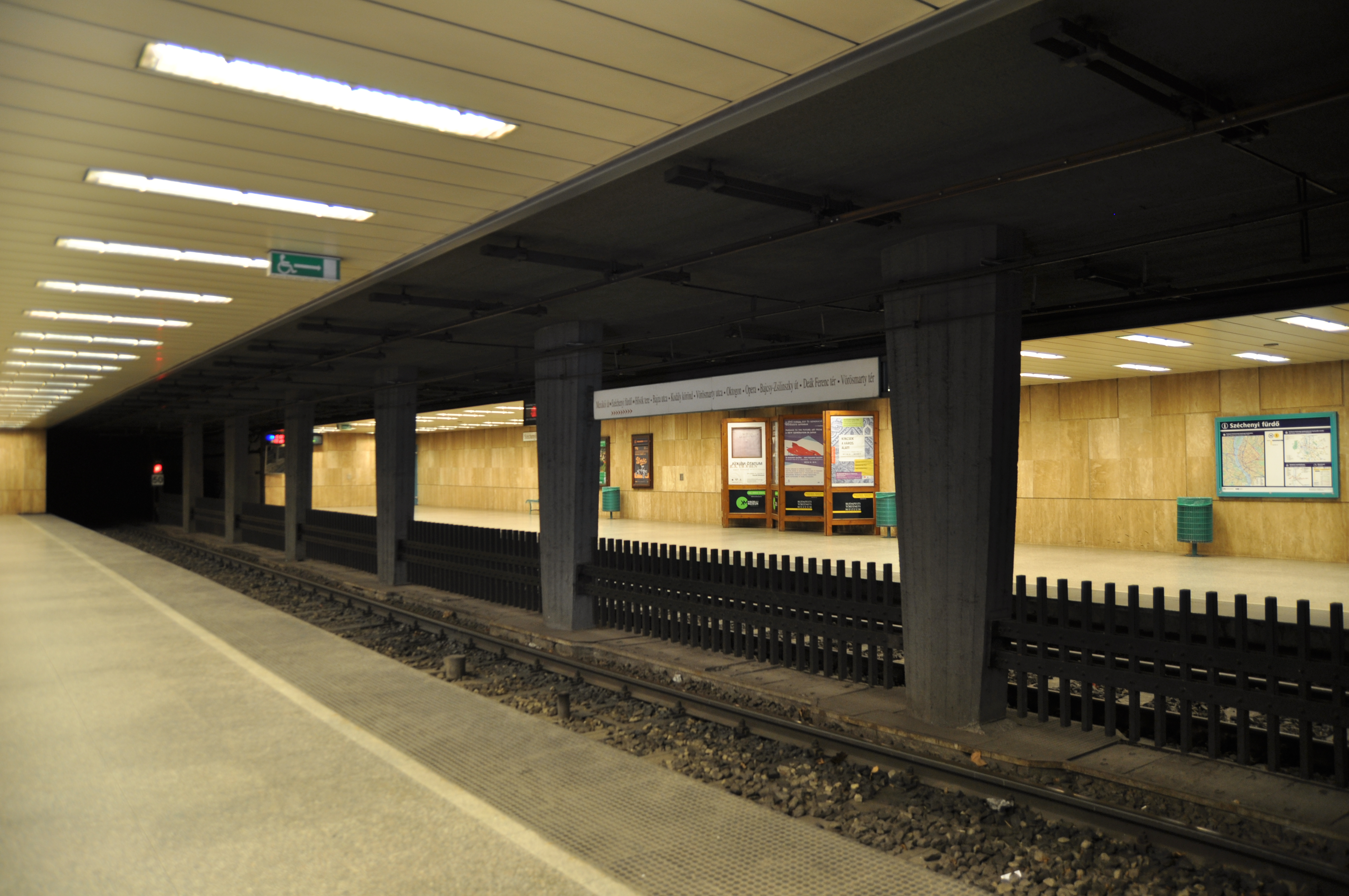
Az állomás peronja
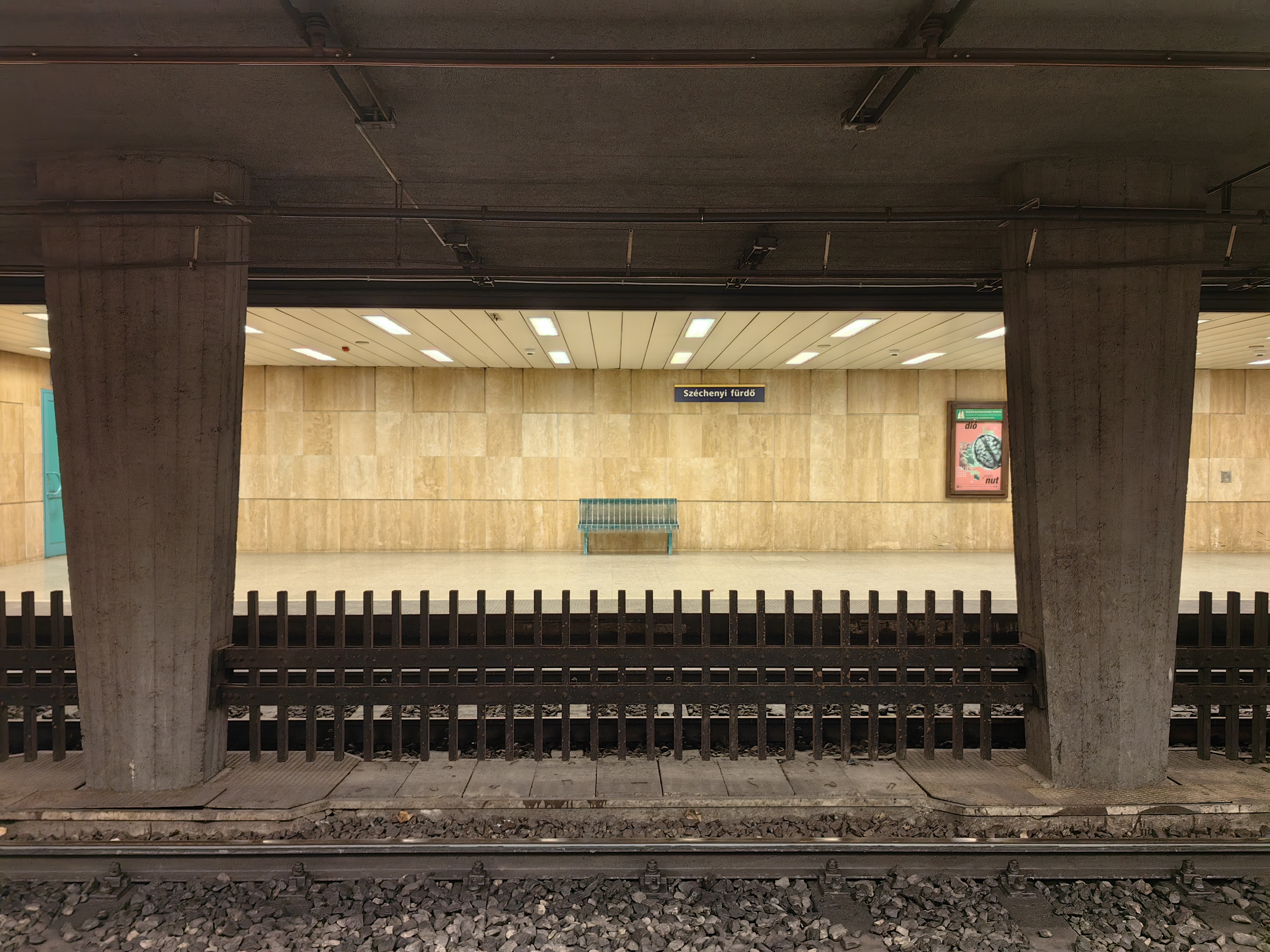
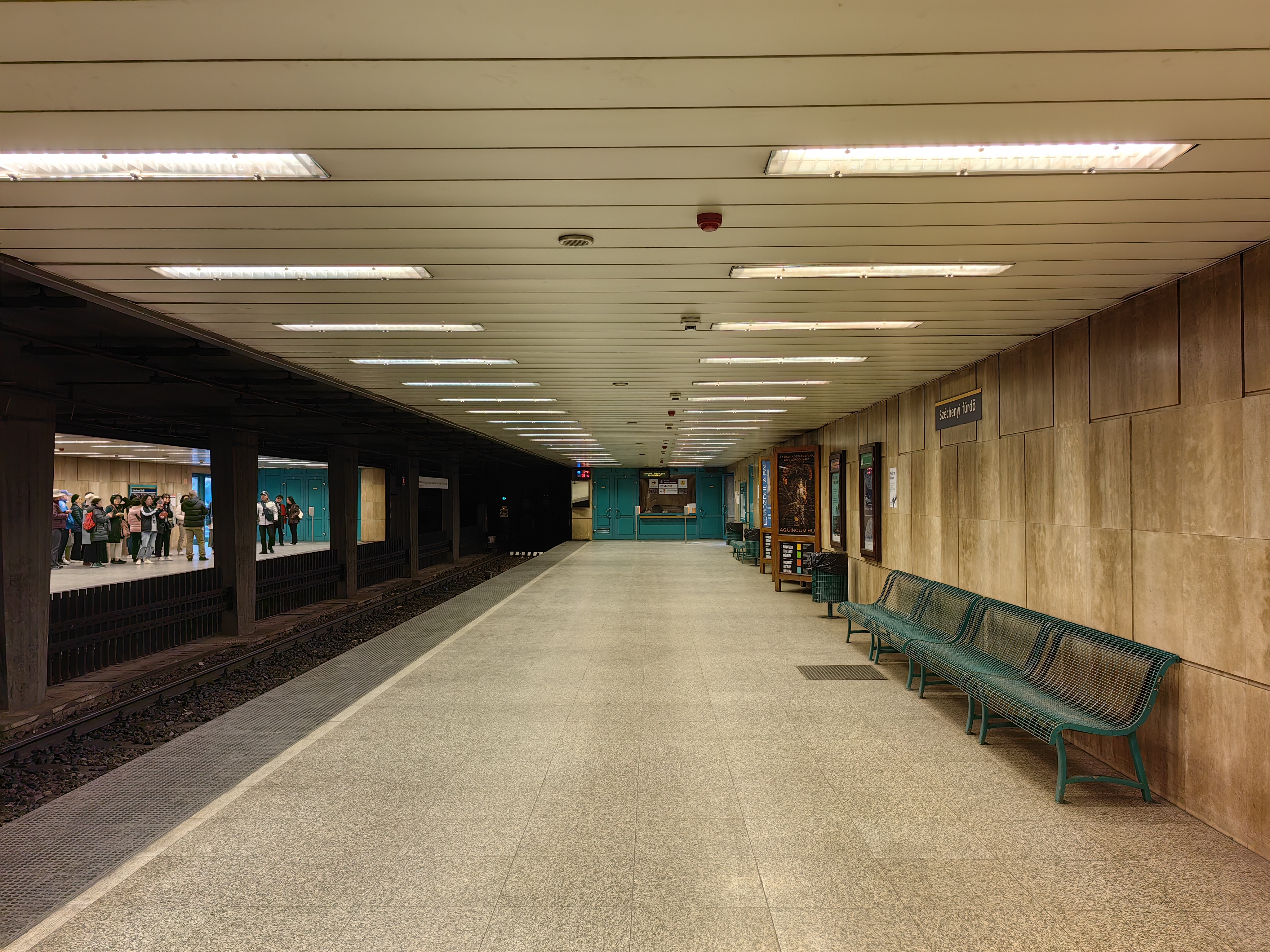
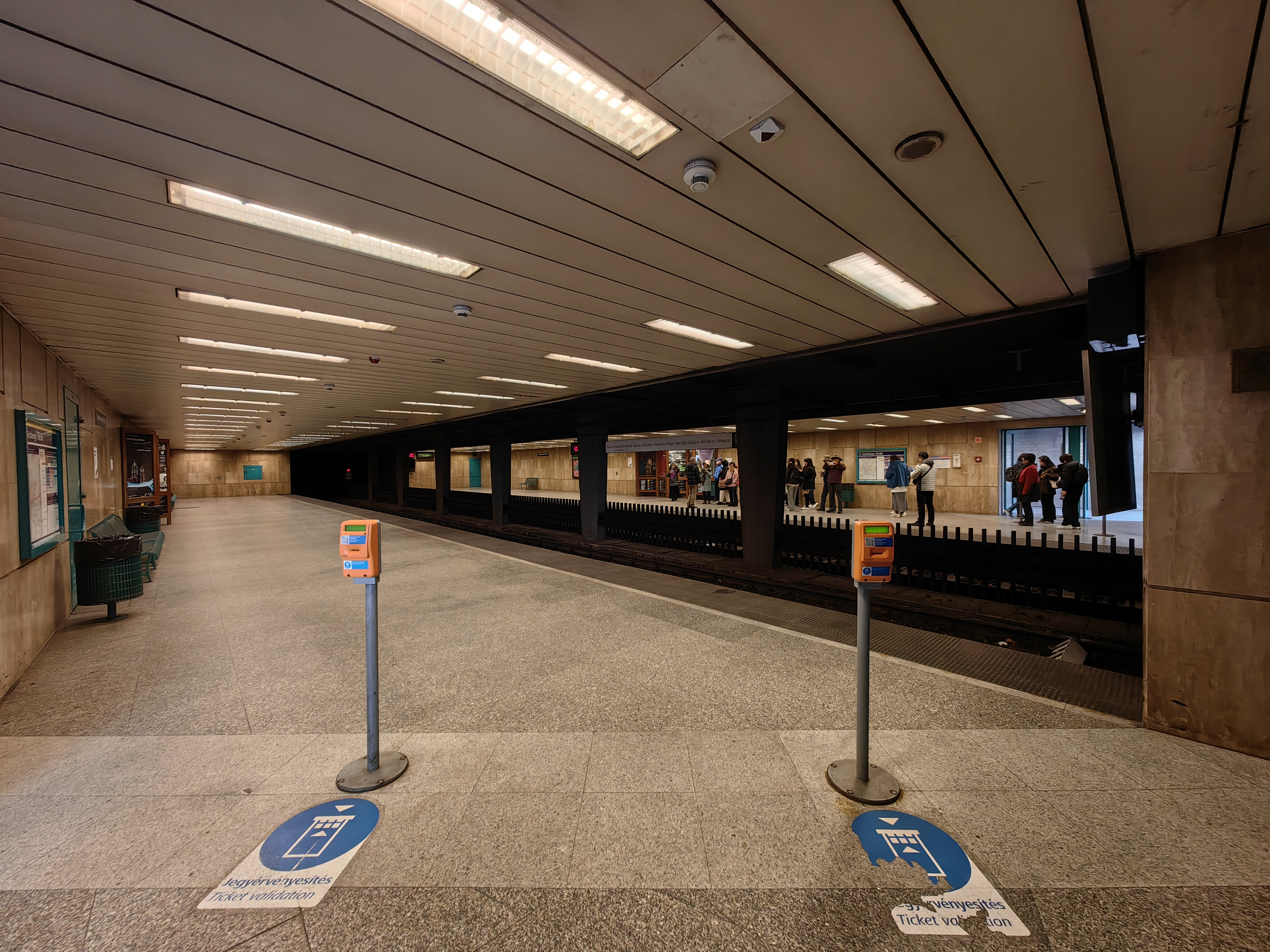